# Espresso (Radiosendung)
Espresso ist ein Konsumenten-Magazin des Schweizer Senders Radio SRF 1. 

## Ausstrahlung
Die von Montag bis Freitag ausgestrahlte Morgensendung (08:10 Uhr) informiert aktuell und unterhaltend über Konsumthemen. Der Redaktion gehören oder gehörten unter anderem an: Simon Thiriet, Martina Schnyder, Magnus Renggli und Oliver Fueter.

## Geschichte
Die erste Espresso-Sendung wurde am 3. Januar 1991 von Peter Siegenthaler moderiert. Zuvor existierte  das Magazin «Index 5 vor 12», welches erstmals am 8. Januar 1975 gesendet wurde. Espresso und das Konsumenten-Magazin des Fernsehens SRF1 „Kassensturz“ arbeiten seit Anfang 2012 zusammen. Die beiden Redaktionen wurden zur ersten trimedialen Konsumenten-Redaktion zusammengelegt. Sie produzieren die Inhalte für Fernsehen, Radio und Internet.